# یواس‌اس کی-۶ (اس‌اس-۳۷)
یواس‌اس کی-۶ (اس‌اس-۳۷) (به انگلیسی: USS K-6 (SS-37)) یک زیردریایی بود که طول آن ۱۵۳ فوت ۷ اینچ (۴۶٫۸۱ متر) بود. این زیردریایی در سال ۱۹۱۴ ساخته شد.